# Helen Clark
Helen Elizabeth Clark ONZ SSI PC (n. 26 februarie 1950, Te Pahu⁠(d), Waikato⁠(d), Noua Zeelandă) este o politiciană din Noua Zeelandă care a servit ca al 37-lea Prim-Ministru al Noii Zeelande din 1999 până în 2008 și a fost administrator al Programului Națiunilor Unite pentru Dezvoltare din 2009 până în 2017. Ea a fost al cincilea cel mai longeviv prim-ministru în Noua Zeelandă și cea de-a doua femeie care a deținut această funcție.
Clark a crescut la o fermă în afara orașului Hamilton. A intrat la Universitatea din Auckland în 1968 pentru a studia politica și a devenit activă în Partidul Laburist din Noua Zeelandă. După absolvire, a predat în domeniul studiilor politice la universitate. Clark a intrat în politica locală în 1974 în Auckland, dar nu a fost aleasă în nici o poziție. După o încercare nereușită, a fost aleasă în Parlament în 1981 ca membru pentru Mount Albert, un electorat pe care l-a reprezentat până în 2009.
Clark a avut loc numeroase funcții în cabinetul Noii Zeelande în cel de-al patrulea guvern laburist, printre care Ministru al Locuințelor, Ministru al Sănătății și Ministru al Conservării. Ea a fost prim-ministru adjunct din 1989 până în 1990, sub prim-miniștrii Geoffrey Palmer și Mike Moore. După înfrângerea laburiștilor în alegerile din 1993, Clark l-a contestat pe Moore la conducerea partidului și a câștigat, devenind lider al opoziției. În urma alegerilor din 1999, laburiștii au format o coaliție de guvernare, iar Clark a fost învestită în funcția de prim-ministru pe data de 10 decembrie 1999.
Clark a condus de-al cincilea guvern laburist, care a implementat mai multe inițiative economice, printre care Kiwibank, fondul de pensionare din Noua Zeelandă, schema de comercializare a emisiilor din Noua Zeelandă și KiwiSaver. Guvernul a introdus, de asemenea, Foreshore and Seabed Act 2004, care a provocat controverse majore cu privire la dreptul de proprietate a platoului marin. În domeniul afacerilor externe, Clark a trimis trupe în Războiul din Afganistan, dar nu și la cel din Irak. A susținut un număr de acorduri de liber schimb cu principalii parteneri comerciali, devenind prima națiune dezvoltată care a semnat un astfel de acord cu China, și a ordonat desfășurarea militară din 2006 în Timorul de Est Timorul, alături de partenerii internaționali. După trei victorii electorale, guvernul său a fost învins în alegerile din 2008. Clark a demisionat din funcția de prim-ministru și lider de partid pe 19 noiembrie 2008. Ea a fost succedată ca prim-ministru de către John Key de la Partidul Național, iar ca lider al Partidului Laburist de către Phil Goff.
Clark a demisionat din Parlament în aprilie 2009 pentru a deveni prima femeie șef al Programul Națiunilor Unite pentru Dezvoltare (PNUD). În 2016, a candidat pentru funcția de Secretar General al Organizației Națiunilor Unite, dar nu a reușit să fie aleasă. A părăsit funcția de administrator al PNUD pe 19 aprilie 2017, la sfârșitul celui de al doilea mandat de patru ani, fiind succedată de Achim Steiner. În 2019, Clark a devenit patroană a Fundației Helen Clark.

## Viață personală
Clark a fost crescută în cultul crești prezbiterian, participând săptămânal la școala de duminică. Pe când era prim-ministru, s-a descris ca fiind un agnostică.
S-a căsătorit cu sociologul Peter Davis, partenerul ei de cinci ani, în 1981, la scurt timp înainte de a fi aleasă în Parlament. Clark se afla sub presiune din partea unor membri ai partidului laburist, care doreau ca ea să se căsătorească în scopuri politice, deși ea avea rezerve personale cu privire la căsătorie. Davis era, în 2017, profesor de sociologie medicală și director al COMPASS (Centre of Methods and Policy Application in the Social Sciences) de la Universitatea din Auckland.
Clark a remarcat într-un eseu pentru cartea Head and Shoulders din 1984 despre alegerile din 1981: „A fost o campanie dificilă. Ca femeie singură, am fost foarte atacată. Am fost acuzată că sunt lesbiană, că trăiesc într-o comună, că am prieteni care sunt troțkiști și homosexuali...”.
Clark este o alpinistă pasionată. În august 2008, un grup expediție din care făceau parte și Clark și soțul ei s-a pierdut în lanțul Two Thumbs, un vârf din Alpii de Sud, când ghidul lor (și prietenul lui Clark), Gottlieb Braun-Elwert, s-a prăbușit și a murit din cauza unui presupus atac de cord.
În timpul mandatului său ca administrator al PNUD, dar și după aceea, prezența lui Clark pe social media și utilizarea intensivă a Twitter a atras atenția pozitivă a canalelor mass-media de știri. Ea a cerut un set nou de reguli pentru platformele de social media și sprijină Christchurch Call.